# Michael Badalucco
Michael Badalucco (* 20. Dezember 1954 in Flatbush, Brooklyn, New York City) ist ein US-amerikanischer Schauspieler.

## Leben
Badalucco ist Italoamerikaner und absolvierte 1972 die Xaverian High School in Brooklyn. Danach besuchte er an die State University of New York in New Paltz. Sein Bruder Joseph Badalucco Junior ist ebenfalls Schauspieler (er spielte die Rolle des Jimmy Altieri in Die Sopranos). Erste kleinere Rollen hatte er in den 1980er und zu Beginn der 1990er Jahre, so etwa als Bauarbeiter mit wenigen Sätzen in Switch – Die Frau im Manne. 1996 heiratete er die Krankenschwester Brenda Heyob.
Bekannt wurde Badalucco durch seine Rolle als Jimmy Berluti in der Anwaltserie Practice – Die Anwälte, wo er von 1997 bis 2004 in nahezu allen 166 Folgen zu sehen war.

## Filmografie (Auswahl)
- 1980: Wie ein wilder Stier (Raging Bull)
- 1984: Broadway Danny Rose
- 1985: Susan … verzweifelt gesucht (Desperately Seeking Susan)
- 1990: Miller’s Crossing
- 1990: Mann mit Ehre – Du achtest nur, was du fürchtest (Men of Respect)
- 1991: Auf die harte Tour (The Hard Way)
- 1991: Switch – Die Frau im Manne (Switch)
- 1991: Jungle Fever
- 1992: Juice – City-War (Juice)
- 1992: Night and the City
- 1993: Law & Order (Fernsehserie, Folge 3x16 Mord im Schwesternwohnheim)
- 1993: Schlaflos in Seattle (Sleepless in Seattle)
- 1993: Streets of New York (The Saint of Fort Washington)
- 1994: Männer lügen (Men Lie)
- 1994: Léon – Der Profi (Léon)
- 1994: Auf der Suche nach Jimmy Hoyt (The Search for One-eye Jimmy)
- 1994: Lifesavers – Die Lebensretter (Mixed Nuts)
- 1995: Blue in the Face – Alles blauer Dunst (Blue in the Face)
- 1995: Central Park West (Fernsehserie, Folge 1x03)
- 1996: Gestohlene Herzen (Two If by Sea)
- 1996: Sonny Boys (The Sunshine Boys, Fernsehfilm)
- 1996: Basquiat
- 1996: Tage wie dieser … (One Fine Day)
- 1997: Love Walked In – Tödliches Spiel (Love Walked In)
- 1997: Alles Unheil kommt von oben (Commandments)
- 1997: Bombenattentat auf das World Trade Center (Path to Paradise: The Untold Story of the World Trade Center Bombing, Fernsehfilm)
- 1997–2004: Practice – Die Anwälte (The Practice, Fernsehserie, 165 Folgen)
- 1998: E-m@il für Dich (You’ve Got Mail)
- 1999: Summer of Sam
- 1999: Ally McBeal (Fernsehserie, Folge 2x23 Nicht von dieser Welt)
- 2000: O Brother, Where Art Thou? – Eine Mississippi-Odyssee (O Brother, Where Art Thou?)
- 2001: Boston Public (Fernsehserie, Folge 1x13 Mit harten Bandagen)
- 2001: The Man Who Wasn’t There
- 2005: Die himmlische Joan (Joan of Arcadia, Fernsehserie, Folge 2x21)
- 2005: Verliebt in eine Hexe (Bewitched)
- 2006: Justice – Nicht schuldig (Justice, Fernsehserie, Folge 1x04)
- 2007: Wunder einer Winternacht – Die Weihnachtsgeschichte (Joulutarina, Sprechrolle)
- 2008: Law & Order: Special Victims Unit (Fernsehserie, Folge 10x06 Babies)
- 2008: Monk (Fernsehserie, Folge 7x09 Mr. Monk wundert sich über das Weihnachtswunder)
- 2008, 2014: Bones – Die Knochenjägerin (Bones, Fernsehserie, 2 Folgen)
- 2010: Cold Case – Kein Opfer ist je vergessen (Cold Case, Fernsehserie, Folge 7x13 Graffiti)
- 2010: In My Sleep – Schlaf kann tödlich sein (In My Sleep)
- 2010: In Plain Sight – In der Schusslinie (In Plain Sight, Fernsehserie, Folge 3x09)
- 2010: Private Practice (Fernsehserie, Folge 4x08 Was nun?)
- 2010: Boardwalk Empire (Fernsehserie, 2 Folgen)
- 2010: Schatten der Leidenschaft (The Young and the Restless, Fernsehserie, 8 Folgen)
- 2011: The Confession – Die Beichte (The Confession, Miniserie, 2 Folgen)
- 2013: Plötzlich Gigolo (Fading Gigolo)
- 2014: Lilyhammer (Fernsehserie, 2 Folgen)
- 2015: Die Spürnasen – Ermittler auf vier Pfoten (Dancer and the Dame)
- 2016: Blue Bloods – Crime Scene New York (Blue Bloods, Fernsehserie, Folge 6x12 Der Fluch)
- 2016: Regeln spielen keine Rolle (Rules Don’t Apply)
- 2017: Doubt (Fernsehserie, Folge 1x09)
- 2019: Jesus Rolls – Niemand verarscht Jesus (Going Places)
- 2020–2022: Noch nie in meinem Leben … (Never Have I Ever, Fernsehserie, 4 Folgen)
- 2024: Die Abenteuer der Teenage Mutant Ninja Turtles (Tales of the Teenage Mutant Ninja Turtles, Fernsehserie, 2 Folgen)

## Auszeichnungen
1999 gewann er den Emmy für die beste Nebenrolle in der Fernsehserie Practice – Die Anwälte.